# How Strange, Innocence
Albums de Explosions in the Sky
Those Who Tell the Truth Shall Die / Those Who Tell the Truth Shall Live Forever
How Strange, Innocence est le premier album enregistré par le groupe de post-rock Explosions in the Sky sous le label Sad Loud America.
Sorti à seulement 300 exemplaires en 2000, il fut réédité le 11 octobre 2005 afin de répondre à la demande des fans, en bénéficiant d'un nouveau graphisme.

## Liste des pistes
1. "A Song for Our Fathers" — 5:42
2. "Snow and Lights" — 8:17
3. "Magic Hours" — 8:29
4. "Look into the Air" — 5:30
5. "Glittering Blackness"— 5:30
6. "Time Stops" — 9:55
7. "Remember Me as a Time of Day" — 5:27